# Stavern (Duitsland)
Stavern is een gemeente in de Duitse deelstaat Nedersaksen. De gemeente is onderdeel van de Samtgemeinde Sögel in het Landkreis Emsland. Stavern telt 1.056 inwoners.
In Stavern liggen Großsteingrab Groß-Stavern 1, Großsteingräber Deymanns Mühle I-IV en het Großsteingrab am Osteresch, deze hunebedden zijn onderdeel van de Straße der Megalithkultur.

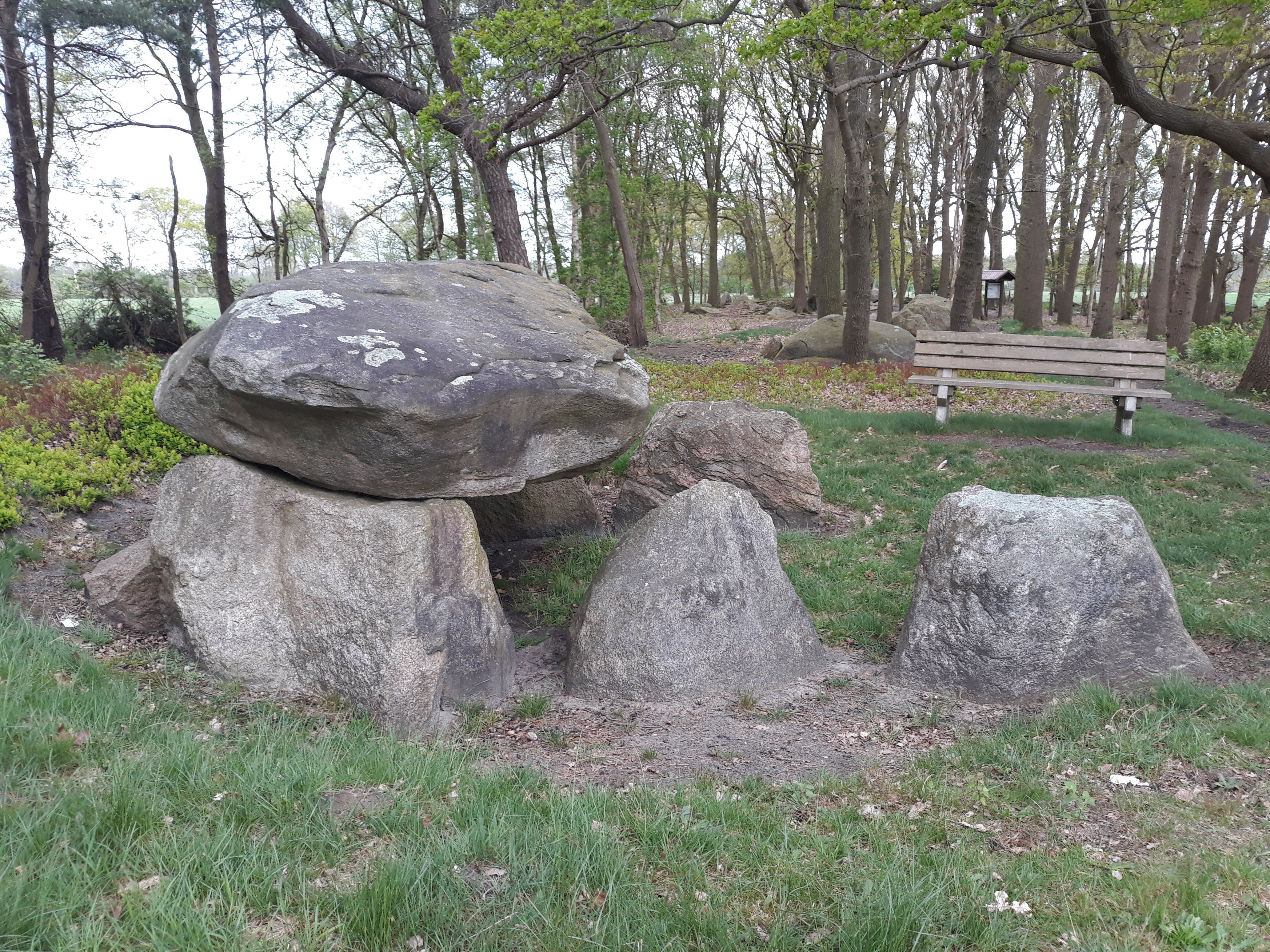
Deymanns Mühle I, Klein Stavern II (met op de achtergrond de andere drie bouwwerken op het terrein)

- Gemeinsame Normdatei: 16158521-8
- Virtual International Authority File: 173278785

Andervenne ·
Bawinkel ·
Beesten ·
Bockhorst ·
Börger ·
Breddenberg ·
Dersum ·
Dohren ·
Dörpen ·
Emsbüren ·
Esterwegen ·
Freren ·
Fresenburg ·
Geeste ·
Gersten ·
Groß Berßen ·
Handrup ·
Haren (Ems) ·
Haselünne ·
Heede ·
Herzlake ·
Hilkenbrook ·
Hüven ·
Klein Berßen ·
Kluse ·
Lähden ·
Lahn ·
Langen ·
Lathen ·
Lehe ·
Lengerich ·
Lingen ·
Lorup ·
Lünne ·
Meppen ·
Messingen ·
Neubörger ·
Neulehe ·
Niederlangen ·
Oberlangen ·
Papenburg ·
Rastdorf ·
Renkenberge ·
Rhede ·
Salzbergen ·
Schapen ·
Sögel ·
Spahnharrenstätte ·
Spelle ·
Stavern ·
Surwold ·
Sustrum ·
Thuine ·
Twist ·
Vrees ·
Walchum ·
Werlte ·
Werpeloh ·
Wettrup ·
Wippingen